# Petrykozy (powiat opoczyński)
Petrykozy – wieś w Polsce, położona w województwie łódzkim, w powiecie opoczyńskim, w gminie Białaczów. Leży nad rzeką Drzewiczką.
W latach 1975–1998 wieś należała administracyjnie do województwa piotrkowskiego.
Wieś jest siedzibą rzymskokatolickiej parafii św. Doroty.

## Części wsi
| SIMC    | Nazwa         | Rodzaj    |
| ------- | ------------- | --------- |
| 0536605 | Barańcówka    | część wsi |
| 0536611 | Kowalszczyzna | część wsi |

## Historia
Wczesnośredniowieczne ślady osadnictwa zachowane w postaci owalnego grodziska położonego na przepływającej przez Petrykozy rzece Drzewiczce (tzw. kopiec). Nazwa miejscowości pochodzi prawdopodobnie od rodu Petrykozkich. W XVIII w. ze względu na obfitość rud żelaza na tym terenie rozwinęło się hutnictwo, a Petrykozy stały się własnością rodziny Małachowskich. Stanisław Małachowski herbu Nałęcz, marszałek Sejmu Wielkiego, zbudował fryszerki, a w 1791 r. kościół klasycystyczny pod wezwaniem św. Doroty. Projektantem kościoła był sam wielki nadworny architekt króla Stanisława Augusta Poniatowskiego, Jan Christian Kamsetzer. W ostatnich latach swego panowania król odwiedził Petrykozy goszcząc u Małachowskich.
W XIX w. przez Petrykozy poprowadzono linię kolejową (odcinek Opoczno – Końskie). Po I wojnie światowej w 1919 r. zbudowano tartak istniejący do dziś (obecnie ma status zakładu pracy chronionej). W czasie okupacji hitlerowskiej działali tu partyzanci Armii Krajowej, m.in. oddz. "Wicher", którego dowódcą był por. Witold Kucharski ps. Wicher. Ze wsi Petrykozy w oddziale walczyli: Lucjan Zieliński ps. Brzeszczot, Stanisław Raczyński ps. Władysław i Adam Leksycki. 9 marca 1944 na wieś napadł oddział NSZ Huberta Jury "Toma" i zamordował tam 2 Żydów, ukrywanych przez mieszkańców.
Obecnie w Petrykozach znajdują się placówki handlowe, tartak, szkoła podstawowa, Ochotnicza Straż Pożarna, ośrodek zdrowia i parafia rzymskokatolicka pod wezwaniem św. Doroty. Na miejscowym cmentarzu najstarsze zachowane groby pochodzą z połowy XIX w. We wsi znajduje się przystanek kolejowy.
W 2023 roku rozpoczęto przebudowę oraz modernizację budynków strażnicy OSP i przychodni rodzinnej, wyburzając przy tym stary budynek po sklepie "GS". Planowane zakończenie i otwarcie ma być w 2024 roku.

## Zabytki
Według rejestru zabytków Narodowego Instytutu Dziedzictwa na listę zabytków wpisany jest obiekt:
- kościół parafialny pw. św. Doroty, 1791, nr rej.: 462 z 28.02.1957 oraz 336 z 21.06.1967, proj. Jan Chrystian Kamsetzer